# Принцип эквивалентности массы, энергии и информации
Принцип эквивалентности массы, энергии и информации — гипотеза о том, что масса, энергия и информация являются аспектами одного основополагающего явления. Был введён в 2019 г. физиком Портсмутского университета М. М. Вопсоном. Он расширяет принцип эквивалентности массы и энергии из специальной теории относительности утверждением, что информация обладает массой. Также предложенный принцип выступает обобщением принципа Ландауэра.
Были предложены экспериментальные проверки этой гипотезы. Существуют некоторые экспериментальные данные, свидетельствующие о том, что при некоторых обстоятельствах информация может быть преобразована в энергию.
На основе этого принципа темная материя может рассматриваться как утраченная информация во Вселенной.

## Критика
Марк Бургин и Рао Миккилинени утверждают, что принципы Ландауэра, Вопсона и т. д. описывают в действительности не информацию, а свойства физического представления информации. Триединство массы, энергии, информации рассмотрено в работе: Дмитриев В.Ф. Физика информационного строения материи . Тула . - Левша, 2011, 380.